# Onowaembo (Lahomi)
Onowaembo is een bestuurslaag in het regentschap Nias Barat van de provincie Noord-Sumatra, Indonesië. Onowaembo telt 627 inwoners (volkstelling 2010).